# Søren W. Gersting
Søren W. Gersting (* 6. Dezember 1971 in Wittmund) ist ein deutscher Unternehmer und Mediziner. Er ist Hochschullehrer am Universitätsklinikum Hamburg-Eppendorf im Bereich Pädiatrie.

## Leben und Werdegang
Nach dem Abitur am Theodor-Heuss-Gymnasium in Göttingen studierte Gersting zunächst Ökonomie und Philosophie, ehe er zum Sommersemester 1993 ein Medizinstudium an der Justus-Liebig-Universität Gießen begann. Später im Jahr 1993 wechselte er an die Ludwig-Maximilians-Universität München (LMU München), wo er im Jahr 2000 sein Medizinstudium abschloss. 2003 wurde er an der LMU München für seine Dissertation mit dem Titel Einfluss extrazellulärer Faktoren auf Struktur und Funktion nichtviraler Genvektoren zum Doktor der Medizin promoviert. Parallel begann er am Dr. von Haunerschen Kinderspital in München ab 2000 zunächst als Arzt im Praktikum, ab 2002 als Assistenzarzt zu arbeiten.
Gersting blieb als Arzt am Dr. von Haunerschen Kinderspital, das zugleich die Kinderuniversitätsklinik in München ist, und arbeitete in der Forschungsabteilung für Molekulare Pädiatrie. Gemeinsam mit Ania Muntau leitete er ab 2014 ein mit 1,9 Millionen Euro gefördertes Forschungsprojekt, das die Erforschung medikamentöser Therapien zur Behandlung von Kindern mit seltenen und insbesondere genetischen Erkrankungen zum Ziel hatte.
2018 nahm Gersting den Ruf an das Universitätsklinikum Hamburg-Eppendorf (UKE) auf die W3-Professur für Pädiatrische Forschung in der Kinder- und Jugendmedizin an. Am Universitätsklinikum ist Gersting am Zentrum für Geburtshilfe, Kinder- und Jugendmedizin in der Klinik und Poliklinik für Kinder- und Jugendmedizin tätig. Ab Frühling 2020 war er Mitleiter einer Studie, welche Hamburger Kinder und Jugendliche auf SARS-CoV-2-Infektionen untersuchte, um Schlüsse auf die Häufigkeit und Schwere einer Infektion mit dem Virus bei Heranwachsenden ziehen zu können. Ein Schwerpunkt seiner Forschung sind genetisch bedingte Proteinfehlfaltungserkrankungen. 2022 gründeten Gersting und Muntau die Iniuva GmbH, ein Unternehmen für die Erforschung und Behandlung von seltenen genetischen Erkrankungen. Das konzernunabhängige Unternehmen soll die Entwicklung neuer Wirkstoffe durch KI-gestützte Verfahren vorantreiben.

## Bibliografie (Auswahl)
- Einfluss extrazellulärer Faktoren auf Struktur und Funktion nichtviraler Genvektoren. München 2003. Dissertation.
- Mit Kemter, Kristina u. a.: Loss of function in phenylketonuria is caused by impaired molecular motions and conformational instability. In: American Journal of Human Genetics. Band 83, Nummer 1, Juli 2008, S. 5–17, ISSN 1537-6605. doi:10.1016/j.ajhg.2008.05.013. PMID 18538294.